# 柳瀬房子
柳瀬 房子（やなせ ふさこ、1948年6月15日 - ）は、日本の作家、反地雷活動家。

## 来歴
東京都生まれ。フェリス女学院短期大学卒。特定非営利活動法人「難民を助ける会（AAR Japan）」理事長(2000年-2008年６月)、同会会長（2009年７月～）。地雷撤去キャンペーン絵本「地雷ではなく花をください」により日本絵本賞読者賞受賞。1996年多年にわたる国際協力活動により、外務大臣表彰を受ける。2002-2004年法務省出入国管理政策懇談会難民問題に関する専門部会委員。

## 発言をめぐる疑義
2021年4月21日に衆議院法務委員会で「難民を助ける会」からの参考人として、「参与員制度が始まったのは2005年からですので、私は既に17年間、参与員の任にあります。その間に担当した案件は2000件以上になります。…（中略）…私自身、参与員が、入管として見落としている難民を探して認定したいと思っているのに、ほとんど見つけることができません」「したがって、難民の認定率が低いというのは、分母である申請者の中に難民がほとんどいないということを、皆様、是非御理解ください」との発言をし、入管法「改正」案に与する発言を行った。斎藤健法相が、柳瀬は長年熱心に参与員を務めていて、この発言は重く受け止める必要があると語る等、この柳瀬の発言が、３回目の難民審査にあらたな証拠が出せなければ原則帰国との入管法改正に大きな影響があったとされる。
入管によれば、柳瀬は2022年に1人で書面と対面合わせて全体の25.9%にあたる1231件の審査を担当、毎日３~４件のペースとなる。これに対し、関与した案件数が多すぎ、発言は虚偽ではないかとの批判がなされている。TBSの報道によれば、疑問を持った者が質問状を送ったところ、柳瀬本人から電話があり、その電話で柳瀬自身は対面審査だけでも年に90～100件行っているとし、また、「日本の都合のいい人だけ来てくれ」「どこの国でもそうしている」といった発言もあったという。この発言内容が事実であれば、柳瀬自身が国会でした参考人発言とはウラハラな主張内容となる。そのため、TBSは、柳瀬が名誉会長を務める「難民を助ける会」を通して質問状を送ったが、本人からの回答は無かったと報じている。
なお、「難民を助ける会」は、同氏の国会での発言は同会で機関決定したものではないと釈明している。2023年6月26日、難民を助ける会の名誉会長を退任。

## 著書
- 地球をつつむ「愛のポシェット」 大日本図書 1995.10 (ノンフィクション・ワールド)
- 楽しくNGO 日本教育新聞社出版局 1996.7
- サニーのおねがい 地雷ではなく花をください  葉祥明絵 自由国民社 1996.9
- 続・地雷ではなく花をください サニーカンボジアへ 葉祥明 自由国民社 1997.7
- 続々地雷ではなく花をください サニーボスニア・ヘルツェゴビナへ 相馬雪香英訳、葉祥明 自由国民社 1998.9
- 人間が地雷をすてる日 大日本図書 1998.9 (ノンフィクション・ワールド)
- ありがとう地雷ではなく花をください サニーのゆめ 葉祥明絵 相馬雪香英訳 自由国民社 1999.7
- 地雷をなくそう 『地雷ではなく花をください』50万読者からの質問 吹浦忠正,長有紀枝共編著 自由国民社 2000.6
- 哲ちゃんの詩 岩下哲士絵 佼成出版社 2001.9
- 心をこめて地雷ではなく花をください サニーアフガニスタンヘ　葉祥明 自由国民社 2002.5
- 小型武器よさらば 戦いにかり出される児童兵士たち 小学館 2004.12